# Ammoglanis obliquus
Ammoglanis obliquus — вид сомоподібних риб родини Trichomycteridae. Описаний у 2020 році.

## Поширення
Ендемік Бразилії. Поширений у басейні річки Прету-да-Ева лівій притоці Амазонки на півночі країни.

## Опис
Дрібна рибка, не більше 1,5 см завдовжки. Схожий на Ammoglanis pulex, відрізняється будовою зубів, плавників і морфологією тіла. Тіло подовжене, струнке з невеликою головою. Статеві відмінності невідомі. Тіло напівпрозоре з плямами на спині, уздовж бічної лінії і нижче неї.

## Спосіб життя
Виявлений на ділянці річки з піщаним дном з нечисленною рослинністю.